# Nitidoguina intermedia
Nitidoguina intermedia är en insektsart som beskrevs av Young 1986. Nitidoguina intermedia ingår i släktet Nitidoguina och familjen dvärgstritar. Inga underarter finns listade i Catalogue of Life.